# ركن المتحدثين، سنغافورة
ركن المتحدثين، هي منطقة تقع داخل حديقة هونغ ليم في سنغافورة، حيث يمكن للمواطنين والمقيمين الدائمين في سنغافورة التظاهر وإقامة المعارض والعروض، والتحدث بحرية عن معظم المواضيع بعد التسجيل المسبق على موقع الحكومة الإلكتروني. هذه الأنشطة مقيدة بشدة في أجزاء أخرى من سنغافورة.

## الإطلاق
افتتحت حكومة سنغافورة الركن في 1 سبتمبر عام 2000 كموقع لـ «منطقة حرية التعبير» حيث يمكن عقد مناسبات للخطاب دون الحاجة إلى التقدم بطلب ترخيص بموجب قانون الترفيه العام (قانون الترفيه واللقاءات العام حاليا) (ب. ي. م. أ.). وكان من الضروري على الرغم من ذلك أن يسجل الأشخاص اعتزامهم التحدث في المكان لدى أحد ضباط شرطة في مركز شرطة حي كريتا اير، في أي وقت قبل 30 يوم من الحدث، على الرغم من عدم الحاجة لإبلاغ الشرطة بموضوع الخطاب المقترح. تفرض الشروط الأخرى أن تتم الخطب بين الساعة السابعة صباحا والساعة السابعة مساء، وحُظر استخدام أجهزة تكبير الصوت.
سمُح بالمعارض والعروض في ركن المتحدثين عام 2002، وعُدلت شروط استخدام ركن المتحدثين إلى حد أبعد في عام 2008. تولى مأمور قسم الحدائق والترفيه مسؤولية تسجيل الأشخاص الراغبين في التحدث أو إقامة معارض أو عروض، وكان التسجيل عبر الإنترنت مطروحا.
أصبح من الممكن تنظيم مظاهرات شريطة أن ينظمها مواطنو سنغافورة فقط، والمشاركون هم فقط مواطنون ومقيمون دائمون. أصبحت الأحداث متاحة على مدار الساعة، ويمكن استخدام أجهزة التضخيم الذاتية ذاتية القدرة مثل مكبرات الصوت بين الساعة التاسعة صباحا والعاشرة والنصف مساء.
يُنظم ركن المتحدثين من خلال اللوائح التنظيمية لقانون الحدائق والأشجار، وقانون الترفيه واللقاءات العام بنفس الوقت. ظلت الشروط المطبقة دون تغيير أساسي. يجب أن يكون المتحدثون ومنظمو المظاهرة من مواطني سنغافورة، بينما يجب أن يكون المشاركون في المظاهرات مواطنين أو مقيمين دائمين. يجب عدم إظهار أو عرض الشعارات أو الأفلام أو الأعلام أو الصور الفوتوغرافية أو اللوحات الإعلانية أو الملصقات أو العلامات أو الكتابات أو أي اعتراضات مرئية أو معدات أخرى تحتوي على مواد عنيفة أو إباحية أو بذيئة.
يجب على الأشخاص الملقين للخطب استخدام أحد اللغات الرسمية الأربع في سنغافورة (الإنكليزية والماليزية والماندرين والتاميلية) أو اللهجات ذات الصلة، ويجب أن يحضر منظمو المظاهرات طوال الحدث. لا يجب أن تعالج الأحداث أي مسألة تتعلق بشكل مباشر أو غير مباشر بأي معتقد ديني أو دين بشكل عام، أو قد تتسبب في مشاعر العداء أو الكراهية أو الحقد أو العداوة بين مختلف الجماعات العرقية أو الدينية في سنغافورة. الأحداث الملتزمة بالأنظمة ليست محصنة من القوانين القائمة الأخرى مثل تلك المتعلقة بالتشهير والتحريض.
تكفل المادتان 14 (1) (أ) و (ب) من دستور سنغافورة على التوالي حرية الكلام والتعبير وحرية التجمع لمواطني سنغافورة، وشُرِّع على أي حال القانون (ب. ي. م. أ) و (ب. و. أ.) اللذان يتطلبان الحصول على تصاريح قبل عقد الاجتماعات العامة والتجمعات، استنادا لاستثناءات من هذه الحقوق. تنص المادة 14 (2) (أ) على أنه يجوز للبرلمان بموجب القانون أن يقيد الحق في حرية التعبير لحماية أمن سنغافورة والنظام العام، ومنع التحريض على أي جريمة جنائية.
يجوز أيضا تقييد الحق في التجمع لأسباب تتعلق بالنظام العام، بموجب المادة 14 (2) (ب). ونظرا لأن المراد من ركن المتحدثين هو زيادة السبل المتاحة لممارسة حرية التعبير، أُصدرت نصوص التشريعات الفرعية التي تنظم موقع الحدث لتشترط أن الخطابات العامة والمظاهرات هناك لا تخضع للقوانين (ب. ي. م. أ) و (ب. و. أ.) إذا ما امتُثل بالشروط المحددة في التشريعات الفرعية.
انتُقد ركن المتحدثين باعتباره «حركة رمزية» على الرغم من إشارة آخرين إلى استخدامه من قبل نشطاء المجتمع المدني كدليل على توسيع المجال السياسي في سنغافورة.

## الخلفية والتأسيس
وُصف النموذج السياسي لسنغافورة على أنه ديمقراطية تمثيلية، وللسنغافوريين حقوق دستورية في حرية التعبير والتجمع بموجب المادتين 14 (1) (أ) و (ب) من دستور جمهورية سنغافورة. تشمل الحقوق الدستورية لحرية التعبير والتجمع مواطني سنغافورة فقط. وبالتالي قررت محكمة الاستئناف في سنغافورة أن غير المواطنين لا يتمتعون إلا بحرية التعبير عن القانون العام.
تخضع المادتان 14 (1) (أ) و (ب) للمادتين 14 (2) (أ) و (ب) اللتين تسمحان للبرلمان بفرض قيود -بموجب القانون- على الحق في حرية التعبير والتجمع. الأسباب الموجبة لوضع القيود على حرية التعبير هي أمن سنغافورة، والعلاقات الودية مع الدول الأخرى، والنظام العام، والأخلاق العامة، وحماية الامتياز البرلماني، والتشهير، وانتهاك حرمة المحكمة، والتحريض على أي جريمة جنائية، والموجبة لوضع القيود على حرية التجمع هو النظام العام فقط. جعلت هذه القيود العملية طويلة وصعبة للحصول على الترخيص المطلوب لمخاطبة تجمع عام.
أنشِئ ركن المتحدثين كاستجابة للقلق إزاء حرية التعبير، وهو تكيف محلي لركن المتحدثين في هايد بارك في لندن في عام 2000. قال رئيس الوزراء غو تشوك تونغ في مقابلة أجريت عام 1999 مع ويليام سافير، كاتب العمود في صحيفة نيويورك تايمز، أن الفكرة اقترحها الوزير الأقدم لي كوان يو أولا، لكن شعر غو أن الوقت لم يحن بعد لتجهيزها. قررت الحكومة في العام التالي المضي قدما على الرغم من خوفها من الاضطراب العام المحتمل، حيث حظيت الفكرة بدعم واسع النطاق من الجمهور وجماعات المجتمع المدني.

سأل عضو البرلمان المعارض جوشوا بنيامين جيارتنام وزير الشؤون الداخلية وونغ كان سينغ، خلال مناقشة برلمانية حول هذه القضية في 25 أبريل 2000، عما إذا كان هذا «مجرد عرض» أو ما إذا كانت الحكومة جادة بشأن تعزيز حرية التعبير في سنغافورة. فسأل عما إذا كان الوزير سيوافق على مناقشة مفتوحة مع حزب العمال في سنغافورة خارج البرلمان. قال وونغ ردا على ذلك أنه لا يوجد شيء يمنع جيارتنام من إلقاء خطاب في ركن المتحدثين، لكن المنتدى العام لمناقشة مناسبة متعلقة بالسياسة العامة كان في البرلمان:
إنها ليست مجرد مسألة الرمزية. لدينا بالطبع مكان للعرض. إنها رمزية بمعنى أنه، إذا كنت تريد مكانا، نعم هناك مكان. ولكن أعتقد أننا يجب ألا نخدع أنفسنا بشأن حرية التعبير. يستطيع جيارتنام القيام بذلك على الإنترنت. يمكنه فعل ذلك مع الصحافة. يمكنه القيام بذلك في أي مكان يريده، تبعا لقواعد المنطقة. ويمكن أن يفعل ذلك هنا. فما الذي يدعي للقلق من الحصول على حرية التعبير؟ هناك حرية تعبير في كل وقت. إنها مسألة ما إذا كان مستعدا أم لا. لا تهرب منه. عندما نعطيه إجابة، ابق هنا لتستمع.
أُطلق ركن المتحدثين في 1 سبتمبر عام 2000 في حديقة هونغ ليم، الذي يعتبر موقعا تاريخيا للخطابات السياسية والتجمعات. يجاور الحديقة مركز شرطة حي كريتا اير، والذي جعلها مناسبة للأشخاص من أجل التسجيل للتحدث في المكان. أُلقي في الأشهر التسع الأولى أكثر من ألف خطاب.

## اللوائح التي تحكم الاستخدام

### اللوائح السابقة
أُسس ركن المتحدثين بإصدار أمر الترفيه العام (ركن المتحدثين) (الاستثناء) لعام 2000، والذي أعفى الأشخاص الذين يرغبون في التحدث في حديقة هونغ ليم من حاجة التقدم بطلب للحصول على ترخيص بموجب قانون الترفيه العام. كان على المتحدثين أن يكونوا من مواطني سنغافورة، لأن الحكومة اهتمت بعدم استخدام الموقع من الأجانب «لممارسة أجندتهم الخاصة سواء فيما يتعلق بقضاياهم الداخلية أو قضايا البلدان الأخرى، بما فيها سنغافورة.»
وجب عليهم أيضا تسجيل اعتزامهم التحدث عند أحد ضباط الشرطة في مركز شرطة حي كريتا اير في أي وقت قبل 30 يوما من التحدث أمام الجمهور، على الرغم من عدم الحاجة لإبلاغ الشرطة بموضوع الخطاب المقترح. لم يُسمح للمتحدثين التعامل أي مسألة تتعلق بشكل مباشر أو غير مباشر بأي معتقد ديني أو دين بشكل عام، أو قد تتسبب في مشاعر العداء أو الكراهية أو الحقد أو العداوة بين مختلف الجماعات العرقية أو الدينية في سنغافورة.